# نورث ستريت
نورث ستريت (بالإنجليزية: North Street)‏ هو ملعب كرة قدم في داربيشير بإنجلترا. اُفتُتح عام 1959، يتسع الملعب إلى 3,600 متفرج.